# Borzymy (powiat siemiatycki)
Borzymy – wieś w Polsce położona w województwie podlaskim, w powiecie siemiatyckim, w gminie Perlejewo.
W latach 1975–1998 miejscowość administracyjnie należała do województwa łomżyńskiego.
Wierni kościoła rzymskokatolickiego należą do parafii Narodzenia Najświętszej Maryi Panny w Ostrożanach.

## Historia
Okoliczne grunty zostały nadane polskim rycerzom najpewniej przez wielkiego księcia Witolda. Najpierw powstała wieś Zdzichy, o której pierwsza wzmianka pochodzi z 1451 r. Przed 1470 rokiem niejaki Borzym ze Zdzich oddzielił się od rodziny, zakładając nowe osiedle. Gdy miał potomków jego dwór nazwano Borzymy. Nazwa miejscowości jest zatem odimienna. Od jej założyciela wywodzi się także ród szlachecki Borzymów.
W 1477 roku starosta drohicki Iwaszko Henicz nałożył wadium pomiędzy braci ze Zdzich oraz Borzyma i jego braci w związku z zabójstwem, jakie wtedy miało miejsce.
W 1528 roku na popis wojenny ziemian województwa podlaskiego miejscowy ród, określony mianem Borimowe wystawił 1. uzbrojonego jeźdźca.
W dokumencie przysięgi na wierność królowi polskiemu z roku 1569 wymienieni: Jeromin, syn Piotra Borzym i Stanisław Borzym, syn Piotrow.
W czasie spisu podatkowego z 1580 roku Stanisław Borzym i Wojciech, syn Jana z Karkówek zapłacili ze wsi Karkówki, Borzymy i Świdry podatek łanowy od 5 włók.
Borzymy w XVI wieku należały do parafii Ostrożany.
W 1900 Słownik geograficzny określa wieś jako gniazdo drobnoszlacheckiej rodziny Borzymów. Miejscowość w gminie Skórzec w powiecie bielskim, gubernia grodzieńska w parafii Ostrożay.
10 I 1918 r. 98. mieszkańców Borzym i Zdzich podpisało się pod dokumentem do Rady Regencyjnej z prośbą o przyłączenie tych ziem do Polski.
W 1921 roku wieś należała do gminy Skórzec. W miejscowości było 27 budynków mieszkalnych zamieszkiwanych przez 129 osób (126 katolików i 3. wyznania prawosławnego). Niemal wszyscy mieszkańcy miejscowości uznali, że są Polakami, 2 osoby zdeklarowały się jako Białorusini.